# Терсько-Дагестанський уряд
Терсько-Дагестанський уряд — створено 1 (14) грудня 1917 у Владикавказі на нараді представників ЦК Союзу об'єднаних горців Кавказу, Військового уряду Терського козацтва, Союзу міст Терско-Дагестанського краю і прийняв на себе всю повноту державної влади. 
Головою уряду став чеченський землевласник та нафтопромисловець Абдул-Меджид Чермоєв. Уряд складався з 12 головних відомств, якими керували: терський Військового отамана підосавул М.О.Караулов, кумикський князь Р.Х.Капланов (голова Ради Уряду та відомства зовнішніх зносин), генерал Мір Асад-бек Талишханов (військове), колишній царський чиновник інгуш В.Джабагієв, кабардинский кіннозаводчик П.Коцев та інші.
Уряд видав Декларацію, відклавши вирішення соціально-економічних питань і остаточної організації державної влади до скликання крайового Установчого сейму, та направив свої зусилля на боротьбу проти радянських організацій. Уряд реальної влади не мав. Серед терських козаків угода Караулова та верхівки горців була зустріта вороже. Після вбивства 13 (26) грудня 1917 року, на станції Холодній, отамана Караулова, уряд фактично перестав існувати. Вже на початку 1918 року, влада у Терщині перейшла до місцевих рад та солдатських ватаг, котрі поверталися з Кавказького фронту, та тероризували місцеве населення. У кінці січня 1918 року в Моздоку, потім у П'ятигорську, відбувся Робітничо-селянський з'їзд, на якому було утворено новий уряд Терщини — Терська Народна Рада на чолі з Ю.Г.Пашковським. Протягом місяця Народна рада правил паралельно з Терско-Дагестанським урядом.
30 грудня 1918 року група осетинських офіцерів розігнала уряд.
З метою уникнення кровопролиття і зважаючи на відсутність підтримки, 9 (21) березня 1918 року Терсько-Дагестанський уряд склав з себе повноваження та запропонував Народній раді переїхати у Владикавказ. Урядовці втекли до Грузії, де у травні 1918 року частина з них увійшла в уряд Республіки Горців Кавказу.